# زاوية كرد
زاوية كرد هي قرية في مقاطعة كوثر، إيران. يقدر عدد سكانها بـ 315 نسمة بحسب إحصاء 2016.